# 尼克·安德森
内利森·安德森（英語：Nelison Anderson，1968年1月20日—），美国NBA联盟前职业篮球运动员。他在1989年的NBA选秀中第1轮第11顺位被奥兰多魔术选中。